# Vanessa Atkinson
Vanessa Atkinson, née le 10 mars 1976 à Newcastle, est une joueuse néerlandaise de squash bien que née en Angleterre. Elle fut championne du monde en 2004 et numéro un mondiale en décembre 2005.
En 2010, en compagnie de Annelize Naudé, Orla Noom et Margriet Huisman, elle emmène les Pays-Bas au titre de championnes d'Europe par équipes. C'est la seule défaite de l'équipe d'Angleterre dans cette compétition depuis sa création en 1978.
Elle est la compagne de James Willstrop qui fut no 1 mondial et ils sont parents de deux garçons.

## Palmarès

### Titres
- Championnats du monde : 2004
- US Open : 2010
- Qatar Classic : 2 titres (2004, 2005)
- Open des Pays-Bas : 2 titres (2002, 2010)
- Open de Kuala Lumpur : 2006
- Apawamis Open : 2006
- Monte-Carlo Squash Classic : 2005
- Open du Texas : 2005
- Open de Malaisie : 2004
- Qatar Airways Challenge : 2004
- Grasshopper Cup : 2001
- Championnats d'Europe: 2005
- Championnats des Pays-Bas : 12 titres (1996–2001, 2003, 2005–2007, 2009-2010)
- Championnats d'Europe par équipes : 2010

### Finales
- Grasshopper Cup : 2002
- Monte-Carlo Squash Classic : 2 finales (1999, 2010)
- Malaysian Open: 2005
- Open des Pays-Bas : 2003
- Championnats d'Europe: 2 finales (2009, 2010)